# Agop Terzan
Agop Terzan   (Istanbul, 31 d'octubre de 1927 - 7è districte de Lió, 4 d'abril de 2020) (nascut Agop Nubar Terziyan) era un astrònom franco-armeni. Nascut a Istanbul, es va llicenciar en Ciència Matemàtica i Astronòmica el 1945. Va obtenir un màster en astronomia el 1949 i un doctorat per la Universitat de Lió el 1965.
Va descobrir 710 estrelles variables durant els anys seixant del segle XX i 11 cúmuls globulars, incloent Terzan 5 i Terzan 7 (tots dos descoberts el 1968). Posteriorment, va descobrir 4430 noves estrelles variables. Terzan també va descobrir 158 nebuloses difuses, 124 galàxies, i 1.428 estrelles d'alt moviment.
Va ser membre del Comitè d'Astronomia Nacional Francès i la Unió Astronòmica Internacional (UAI).